# Elias Erdtman

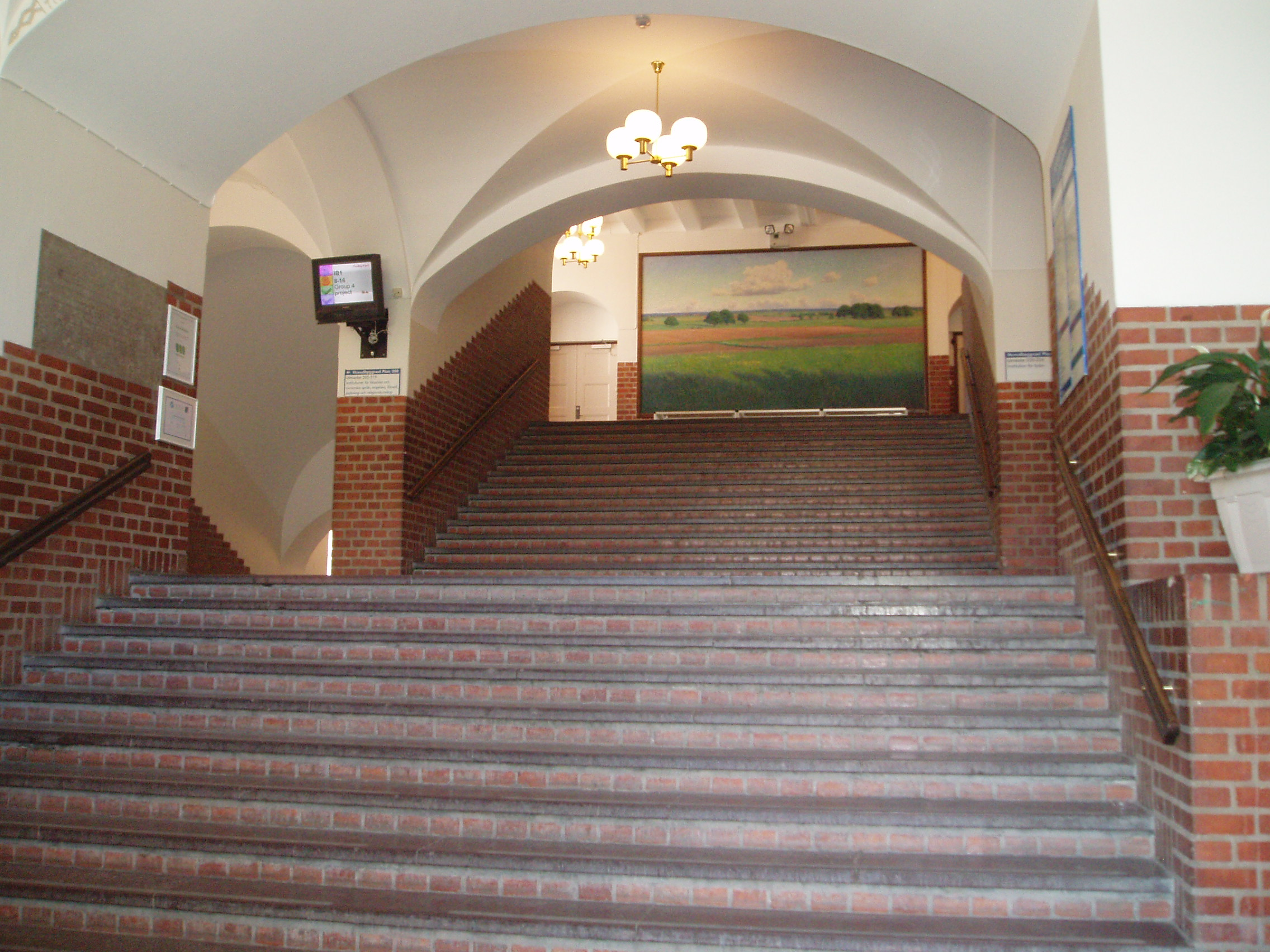
Väggmålning på Katedralskolan i Linköping

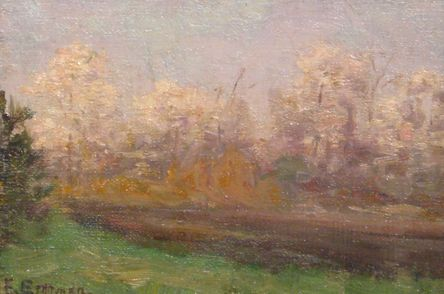
Landskap, 1884

Elias Henrik Erdtman, född 22 oktober 1862 i Linköping, död 20 september 1945 i Stockholm, var en svensk konstnär.
Elias Erdtman utbildade sig på Tekniska skolan i Stockholm 1881, som elev till Oscar Törnå 1882–1883 och i etsning hos Axel Tallberg 1886. Därefter studerade i Düsseldorf 1884 och 1885, Belgien 1884 och i Paris och Grez-sur-Loing 1886. Han verkade sedan uteslutande som landskapsmålare. Han hittade främst motiv till sina målningar på svenska landsbygden. Flera av hans främsta verk har motiv från Marks härad i Västergötland och den småländska skärgården. Erdtman utförde 1915 en stor väggmålning för Linköpings nya läroverk, nuvarande Katedralskolan. Erdtman är representerad vid bland annat Kalmar konstmuseum, Norrköpings konstmuseum och Nationalmuseum.